# Odile Saugues
Pour les articles homonymes, voir Saugues (homonymie).
Odile Saugues, née le 26 janvier 1943 à Clermont-Ferrand (Puy-de-Dôme), est une femme politique française, membre du Parti socialiste. Odile Saugues est députée du Puy-de-Dôme (1re circonscription) de 1997 à 2017.

## Biographie
Odile Saugues travaille comme dessinatrice en construction mécanique dans l'entreprise Michelin au moment de commencer sa carrière politique.
En mars 1982, elle est élue conseillère générale du Puy-de-Dôme (canton de Montferrand). En mars 1983, elle est élue conseillère municipale de Clermont-Ferrand.
Odile Saugues est nommée adjointe au maire en juin 1995. Elle est élue député de la première circonscription du Puy-de-Dôme lors des élections législatives de 1997, battant largement Michel Fanget. Elle est réélue en 2002 et en 2007.
De mars 2001 à mars 2008, elle est adjointe spéciale chargée du quartier Montferrand (quartier de Clermont-Ferrand), remplacée depuis par Pascal Genet.
Tout en restant membre du Parti socialiste et élue au conseil municipal de Clermont-Ferrand, Odile Saugues quitte le groupe socialiste du Conseil municipal en novembre 2006, afin de protester contre le projet d'implantation d'un incinérateur. Elle réintègre le groupe par la suite.
Elle est nommée sixième adjointe au maire de Clermont-Ferrand chargée de la « politique de la ville, du contrat urbain de cohésion sociale et de la prévention de la délinquance » en mars 2008. À la suite des émeutes déclenchées dans des quartiers de Clermont-Ferrand, début janvier 2012, par la mort d'un habitant mis en garde à vue, Odile Saugues présente sa démission d'adjointe le 13 janvier, et reproche au maire, Serge Godard, son manque de soutien.
Pendant ses mandats de député, Odile Saugues se spécialise sur le dossier de la sécurité dans les transports aériens. Lors de la XIIIe législature, elle est l'auteur de trois propositions de loi sur ce dossier. Elle préside de la Mission d'information sur la sécurité du transport aérien de voyageurs créée en 2004.
En vue de l'investiture du PS pour l'élection législative de 2012 dans la première circonscription, elle remporte la primaire interne au PS face à Carole Courtial, conseillère municipale de Clermont-Ferrand. Son suppléant pour l'élection législative est Bertrand Pasciuto, maire de Cournon-d'Auvergne. Odile Saugues arrive largement en tête lors du premier tour avec près de 45 % devant le candidat UMP Jean-Pierre Brenas et s'impose au second tour avec 67,63 % des voix.
Dans la XIVe législature de l'Assemblée nationale, elle est élue vice-présidente de la commission des Affaires étrangères.
Après le second tour de la primaire, elle fait partie de la vingtaine de parlementaires socialistes évoquant un « droit de retrait » après la désignation de Benoît Hamon. Regrettant que les Frondeurs  n'aient pas été exclus (« Bruno Le Roux a été incapable de trancher ! Quant à François Hollande, il porte une lourde responsabilité, et cela sera mis à son "crédit" », elle évoque son possible départ du PS, peut-être vers Emmanuel Macron « mais [je ne l'ai pas entendu] parler de laïcité. Or, moi, je n'ai pas envie d'avoir des tribunaux de la charia à Clermont-Ferrand ».
Elle ne se représente pas lors des élections législatives de 2017.

## Synthèse des résultats électoraux

### Élections législatives
| Année | Parti  | Parti | Circonscription    | 1er tour | 1er tour | 1er tour | 2d tour | 2d tour | 2d tour | Issue |
| Année | Parti  | Parti | Circonscription    | Voix     | %        | Rang     | Voix    | %       | Rang    | Issue |
| ----- | ------ | ----- | ------------------ | -------- | -------- | -------- | ------- | ------- | ------- | ----- |
| 1997  |        | PS    | 1re du Puy-de-Dôme | 12 412   | 34,90    | 1re      | 21 883  | 58,04   | 1re     | Élue  |
| 2002  | 13 261 | PS    | 1re du Puy-de-Dôme | 36,53    | 1re      | 17 721   | 54,88   | 1re     | Élue    |       |
| 2007  | 13 100 | PS    | 1re du Puy-de-Dôme | 38,81    | 1re      | 20 453   | 61,25   | 1re     | Élue    |       |
| 2012  | 19 342 | PS    | 1re du Puy-de-Dôme | 44,82    | 1re      | 26 583   | 67,63   | 1re     | Élue    |       |

## Mandats électifs
- 22 mars 1982 : conseillère générale du Puy-de-Dôme (canton de Montferrand)
- 3 octobre 1988 : conseillère générale du Puy-de-Dôme (canton de Montferrand)
- 28 mars 1994 : conseillère générale du Puy-de-Dôme (canton de Montferrand) - Mandat échu le 18 mars 2001

- 14 mars 1983 : conseillère municipale de Clermont-Ferrand (Puy-de-Dôme)
- 20 mars 1989 : conseillère municipale de Clermont-Ferrand
- 19 juin 1995 : conseillère municipale de Clermont-Ferrand
- 18 mars 2001 : conseillère municipale de Clermont-Ferrand
- 16 mars 2008 : conseillère municipale de Clermont-Ferrand

- 19 juin 1995 : adjointe au maire de Clermont-Ferrand, chargée de Montferrand - fonction terminée le 26 juin 1997
- mars 2001 : adjointe au maire de Clermont-Ferrand (Puy-de-Dôme), chargée de Montferrand
- mars 2008-janvier 2012 : adjointe au maire de Clermont-Ferrand (Puy-de-Dôme), chargée de la politique de la ville.

- 1er juin 1997 : député du Puy-de-Dôme
- 16 juin 2002 : député du Puy-de-Dôme
- 17 juin 2007 : député du Puy-de-Dôme
- 17 juin 2012 : député du Puy-de-Dôme

## Assemblée nationale

### XIIelégislature, 2002-2007
- membre du Groupe socialiste
- membre de la Commission des affaires économiques
- rapporteure pour avis au nom de la Commission des affaires économiques sur le budget de l'équipement, des transports, du logement, du tourisme et de la mer (transports aériens)
- présidente de la Mission d'information sur la sécurité du transport aérien de voyageurs
- membre titulaire du Conseil supérieur du service public ferroviaire
- vice-présidente du Groupe d'études sur le caoutchouc et le pneumatique en France, du Groupe d'études sur la construction et le logement, du Groupe d'amitié entre la France et Cuba, du Groupe d'amitié entre la France et l'Irlande, du Groupe d'amitié entre la France et Malte
- membre du Groupe d'amitié ou du Groupe d'études à vocation internationale entre la France et le Royaume-Uni de Grande-Bretagne et d'Irlande du Nord